# Theodor von Soden
Theodor Freiherr von Soden (* 15. April 1863 in Esslingen am Neckar; † 24. Oktober 1914 in Dadizeele, Belgien) war ein württembergischer Oberamtmann.

## Leben
Er war das jüngste von sechs Kindern des gleichnamigen Professors Theodor von Soden (1825–1913) und dessen Ehefrau Clementine, geborene Camerer (1826–1896). Er besuchte das Lyzeum in Esslingen am Neckar (das heutige Georgii-Gymnasium).
Soden studierte Regiminalwissenschaften in Tübingen, Berlin und Leipzig. Er war seit dem Sommersemester 1881 Mitglied der Burschenschaft Germania Tübingen. Er legte 1886 die erste und 1888 die zweite höhere Dienstprüfung ab.
Von 1888 bis 1891 war er in unselbständiger Verwendung als stellvertretender Amtmann bzw. Staatsassistent bei den Oberämtern Calw, Crailsheim und Rottweil tätig. Danach war er von 1891 bis 1896 Amtmann beim Oberamt Rottweil und Sekretär der Handelskammer. Anschließend war er von 1896 bis 1900 Kollegialhilfsarbeiter und seit 1899 Regierungsassessor bei der Versicherungsanstalt Württemberg. Soden war von 1901 bis 1907 Oberamtmann beim Oberamt Weinsberg und von 1907 bis 1914 beim Oberamt Tübingen mit dem Titel und Rang Regierungsrat. In dieser Eigenschaft wurde er 1909 als Ehrenritter in den Johanniterorden aufgenommen sowie 1910 mit dem Ritterkreuz I. Klasse des Friedrichs-Ordens und 1911 mit dem Orden Heinrichs des Löwen ausgezeichnet.
Soden, der evangelischer Konfession war, fiel während des Ersten Weltkriegs am 25. Oktober 1914 als Hauptmann der Landwehr.